# Ingvar Carlsson (rallyrijder)
Ingvar Carlsson (Örebro, 2 april 1947 – Nyköping, 28 oktober 2009) was een Zweeds rallyrijder.

## Carrière
Ingvar Carlsson debuteerde in 1968 in de rallysport, uitkomend in rally's met een Volvo PV544. In de jaren zeventig was hij met verschillend materiaal actief, onder meer ook in het Wereldkampioenschap rally. Dit deed hij voor meerdere fabrieksteams, maar halverwege de jaren tachtig werd hij een vaste rijder bij het Mazda fabrieksteam dat onder leiding stond van oud-rallyrijder Achim Warmbold. Hij was belangrijk in de ontwikkeling van de Groep B Mazda RX-7, waarmee hij het beste WK-resultaat van de auto behaalde tijdens de rally van Griekenland in 1985, waar hij op het podium als derde eindigde. De RX-7 was doorgaans echter niet opgewassen tegen het vierwielaangedreven geweld van de concurrentie, waardoor Mazda overging op Groep A materiaal, in de vorm van de Mazda Familia (later 323 4WD). Vanaf het seizoen 1987 werd deze categorie de norm in het kampioenschap en Carlsson maakte geregeld optredens voor het team in het WK rally. Succes kwam er uiteindelijk met het winnen van de rally van Zweden in 1989, en later dat jaar ook een tweede WK-rally zege in Nieuw-Zeeland. Carlsson bleef aan bij Mazda tot aan het seizoen 1991, het laatste jaar waarin het in resultaten inmiddels kwakkelende team actief was in het WK.
Carlsson is daarna ook enige tijd actief geweest in rallycross evenementen. Carlsson is ook de naamgever van het Duitse autotechniek bedrijf Carlsson, die exclusief Mercedes-Benz-modellen opvoeren; Carlsson die ooit fabrieksrijder was bij Mercedes.
In oktober 2009 overleed Ingvar Carlsson op 62-jarige leeftijd.

## Complete resultaten in het Wereldkampioenschap rally

### Overwinningen
| Nr. | Seizoen | Rally                              | Navigator    | Auto          |
| --- | ------- | ---------------------------------- | ------------ | ------------- |
| 1   | 1989    | 39th International Swedish Rally   | Per Carlsson | Mazda 323 4WD |
| 2   | 1989    | 20th Rothmans Rally of New Zealand | Per Carlsson | Mazda 323 4WD |

### Overzicht van deelnames
| Seizoen | Inschrijving            | Auto                   | 1      | 2      | 3      | 4   | 5      | 6      | 7      | 8      | 9      | 10     | 11  | 12     | 13    | 14  | Pos. | Punten |
| ------- | ----------------------- | ---------------------- | ------ | ------ | ------ | --- | ------ | ------ | ------ | ------ | ------ | ------ | --- | ------ | ----- | --- | ---- | ------ |
| 1974    | Datsun                  | Datsun 260Z            | POR NF | KEN    | FIN    | ITA | CAN    | VST    |        |        |        |        |     |        |       |     | -    | -      |
| 1974    | Fiat S.p.A.             | Fiat Abarth 124 Rallye |        |        |        |     |        |        | GBR NF | FRA    |        |        |     |        |       |     | -    | -      |
| 1975    | Fiat S.p.A.             | Fiat Abarth 124 Rallye | MON    | ZWE 5  | KEN    | GRI | MAR    | POR    | FIN    | ITA    | FRA    | GBR    |     |        |       |     | -    | -      |
| 1976    | Ingvar Carlsson         | BMW 2002               | MON    | ZWE NF | POR    | KEN | GRI    | MAR    | FIN    | ITA    | FRA NF | GBR    |     |        |       |     | -    | -      |
| 1977    | Ingvar Carlsson         | BMW 2002               | MON    | ZWE NF | POR    | KEN | NZL    | GRI    | FIN    | CAN    | ITA    | FRA    | GBR |        |       |     | -    | -      |
| 1980    | Scuderia Kassel         | Mercedes 280 CE        | MON 11 |        |        |     |        |        |        |        |        |        |     |        |       |     | 31   | 9      |
| 1980    | Daimler-Benz            | Mercedes 280 CE        |        |        |        |     | GRI NF | ARG    | FIN    |        |        |        |     |        |       |     | 31   | 9      |
| 1980    | Cable-Price Corporation | Mercedes 280 CE        |        |        |        |     |        |        |        | NZL NF | ITA    | FRA    | GBR | IVK    |       |     | 31   | 9      |
| 1980    | Ingvar Carlsson         | BMW 320i               |        | ZWE 10 |        |     |        |        |        |        |        |        |     |        |       |     | 31   | 9      |
| 1980    | C. Santos - Mercedes    | Mercedes 450 SLC 5.0   |        |        | POR 5  | KEN |        |        |        |        |        |        |     |        |       |     | 31   | 9      |
| 1981    | Publimmo Racing         | BMW 323i               | MON    | ZWE NF | POR    | KEN | FRA    | GRI    | ARG    | BRA    | FIN    | ITA    | IVK | GBR    |       |     | -    | 0      |
| 1982    | Ingvar Carlsson         | BMW 323i               | MON    | ZWE NF | POR    | KEN | FRA    | GRI    | NZL    | BRA    | FIN    | ITA    | IVK | GBR    |       |     | -    | 0      |
| 1983    | Forenade Oil            | BMW 323i               | MON    | ZWE 11 | POR    | KEN | FRA    | GRI    | NZL    | ARG    |        |        |     |        |       |     | -    | 0      |
| 1983    | Ingvar Carlsson         | BMW 323i               |        |        |        |     |        |        |        |        | FIN NF | ITA    | IVK | GBR    |       |     | -    | 0      |
| 1984    | Ingvar Carlsson         | Mazda 323              | MON NF | ZWE NF | POR    | KEN | FRA    |        |        |        |        |        |     |        |       |     | -    | 0      |
| 1984    | Mazda Rally Team Europe | Mazda RX-7             |        |        |        |     |        | GRI NF | NZL    | ARG    | FIN    | ITA    | IVK | GBR NF |       |     | -    | 0      |
| 1985    | Mazda Rally Team Europe | Mazda RX-7             | MON    | ZWE 8  | POR    | KEN | FRA    | GRI 3  | NZL    | ARG    | FIN    | ITA    | IVK | GBR 10 |       |     | 16   | 16     |
| 1986    | Mazda Rally Team Europe | Mazda Familia 4WD      | MON NF | ZWE NF | POR    | KEN | FRA    | GRI    | NZL    | ARG    | FIN NF | ITA    | IVK | GBR 10 | VST   |     | 70   | 1      |
| 1987    | Mazda Rally Team Europe | Mazda 323 4WD          | MON 4  | ZWE 4  | POR NF | KEN | FRA    | GRI    | VST    | NZL    | ARG NF | FIN NF | IVK | ITA    | GBR   |     | 17   | 20     |
| 1988    | Mazda Rally Team Europe | Mazda 323 4WD          | MON NF | ZWE    | POR NF | KEN | FRA    | GRI    | VST    | NZL    | ARG    | FIN    | IVK | ITA    | GBR   |     | -    | 0      |
| 1989    | Mazda Rally Team Europe | Mazda 323 4WD          | ZWE 1  | MON    | POR    | KEN | FRA    | GRI    | NZL 1  | ARG    | FIN    | AUS NF | ITA | IVK    | GBR 8 |     | 7    | 43     |
| 1990    | Mazda Rally Team Europe | Mazda 323 4WD          | MON    | POR    | KEN    | FRA | GRI    | NZL 2  | ARG    | FIN    | AUS 5  | ITA    | IVK | GBR    |       |     | 10   | 23     |
| 1991    | Mazda Rally Team Europe | Mazda 323 GTX          | MON    | ZWE 4  | POR    | KEN | FRA    | GRI    | NZL 8  | ARG    | FIN    | AUS NF | ITA | IVK    | SPA   | GBR | 16   | 13     |
| 1994    | Ingvar Carlsson         | Opel Astra GSI 16V     | MON    | ZWE 19 | POR    | KEN | FRA    | GRI    | ARG    | NZL    | FIN    | AUS    | ITA | SPA    | GBR   |     | -    | -      |

#### Noot
- Het Wereldkampioenschap rally concept van 1973 tot en met 1976, hield in dat er enkel een kampioenschap open stond voor constructeurs.
- In de seizoenen 1977 en 1978 werd de FIA Cup for Drivers georganiseerd. Hierin meegerekend alle WK-evenementen, plus 10 evenementen buiten het WK om.